# Оспа
Оспа, осип, егзантем (од грч. ἐξάνθημα [] — „избити споља“) акутна је генерализована дерматоза са ефлоресценцијама различитог изгледа које могу захватити један део или целокупну површину коже тела. Било да се користи од стране пацијената или лекара, реч оспа (егзантем) нема прецизно значења, и не односи се само на одређене болести или врсте поремећаја, већ је оспа (егзантем) општи назив који означава „избијање“, једне за другом промена на телу које мењају изглед осећај и стање коже. Зато се због начин на који се користи израз оспа (егзантем), она може односити на многа различита стања генерализованих и локалних промена на кожи.
Оспа (егзантем) се најчешће јавља код деце али и код одраслих особа оболелих од неких вирусних и бактеријски заразних болести (нпр. морбили, рубеола, шарлах пегави тифус). Оспа (егзантем) може бити узрокована и дејством токсина (отрова) или лекова, неких микроорганизама, али и као последица поремећаја у организму код неких аутоимуних болести (нпр. лупуса, реуматске грознице итд)

## Карактеристике
- Оспа није специфична дијагноза већ један од симптома неке болести (иако се понекад јавља и као независна промена).
- Оспа је општи назив којим се означава „избијање“, једне за другом промена (ефлоресценција) на телу које мењају изглед осећај и стање коже.
- Свака промена на кожи која утиче на њен изглед или текстуру може да буде оспа.
- Осипи се могу разликовати по боји, густини, распрострањености и локализоцији (на једном делу или по целој површини коже).
- Полиморфност клиничког изгледа и локализације оспе зависи од врсте и природе поремећаја којим је он изазван.
- Оспа на кожи може да изазове промену њене боје, дефекте (улцерације), сувоћу, пукотине (рагаде) или пликове.
- Према изгледу ефлоресценција, постоје различити типови оспе: макулозна, папулозна, макуло-папулозна, везикулозна, полиморфна.
- Оспа може бити праћен боловима, осећајем свраба, отоком и осећајем топлоте.
- Оспа обично не траје дуже од неколико дана и разлог њене појава мора да буде дијагностикован од стране лекара.
- Уобичајена оспа је екцем, лековима или храном изазвана уртикарија (копривљача), као и тоскинима, топлотом (сунчевим зрацима), и другим надражајним средствима изазван оспа.
- Оспа може бити изазвана (нарочито код деце) микроорганизмима у току; гљивичних, бактеријских, или вирусних инфекција.
- Оспа је и чест пратећи симптом аутоимуних болести.
- Пеленама изазван осип у облику благог црвенила, на деловима коже које додирују пелене (често овлажене мокраћом знојем и столицом) је веома чест облик оспе код мале деце.

## Инфективне оспе
Године 1900, лекар Клемент Дјукс је доделио број познатим оспама (егзантемима) који погађају педијатријску старосну групу, а то су:
- прва болест (мале богиње),

- друга болест (шарлах), повезана са бактеријом пиогеним стрептокококом (Streptococcus pyogenes).[4]

- трећа болест (рубеола),

- четврта болест (Дјуксова болест, названа по Клементу Дјуксу (1845–1925) егзантемска (осипна) болест која првенствено погађа децу и историјски је описана као посебна бактеријска инфекција. Претпоставља се да је повезана са бактеријом Staphylococcus aureus  иако се њено постојање, као засебне болести, сада расправља.

Године 1905, руско-француски лекар Леон Шенис је додао и пету болест која је сада позната као инфективни еритем или синдром шамарања (јер је ова црвена оспе на лицу по изгледу слична променама нанетих шамаром по образу).
Године 1909, шесту болест (розелола инфантум или exanthem subitum,  вирусну инфекцију која углавном погађа децу узраста од 6 месеци до 2 године) коју је први представио Џон Захорски.
Од ових шест „класичних“ инфективних дечјих оспи (егзантема),  четири су вирусне оспе  (егзантеми) које имају много тога заједничког и често се проучавају заједно као посебна класа.
Године 1979. и 2001. године постулирана је могућа „седма болест“ (након извештаја о стању у Јапану) које се назива и акутни фебрилни инфантилни синдром мукокутаних лимфних чворова (MCLS).
Многи други уобичајени вируси, поред горе поменутих, такође могу произвести егзантем као део своје презентације, иако се не сматрају делом класичне нумерисане листе:
- вирус варичела зостер (овчије богиње или херпес зостер)

- заушке

- риновирус (обична прехлада),
- једнострани латероторакални егзантем у детињству,

Познато је и да неке врсте вирусне хеморагијске грознице производе системски осип ове врсте током прогресије болести.
Болести које преносе крпељи, попут пегаве грознице Стеновитих планина, изазивају осип који може постати довољно опсежан да се класификује као оспни (егзантемски) код чак 90% деце са овом болешћу.

## Ток болести
Већина осипа, иако понекад делује „застаршујуће“, није „опасна“ (контагиозна, заразна) за лице или људе у њиховој близини (осим ако се не ради о осипу неких заразних болести, као што су богиње, код којих садржај осипних везикула може бити инфективан).
Многе осипи после одређеног време ишчезавају спонтано без икаквог лечења.

## Терапија
Терапија се у начелу спроводи у две фазе — пре и после постављања дијагнозе или узрока оспе.
Терапија пре дијагнозе
Након појаве оспе, првих неколико дана, до утврђивања узрока, који је довео до њене појаве, применом локалних дерматика, лече се промене на кожи, као што су свраб и/или сувоћа коже и секундарне инфекције коже.
Терапија након дијагнозе
По утврђивању коначне дијагнозе болести која је довела до појаве оспе, примарном (етиолошком) терапије лече се основни узроци појаве оспе: иритација (надражај) коже, тровања или болести (нпр осипне грознице) у којима је оспа само пратећи симптом.
Остале терапијске мере
Код осипа изазваних инфективним болестима, лечење се спроводи уз обавезну изолацију болесника и спровођење свих процедура за спречавање ширења зараженог материјала из осипних везикула.

## Галерија осипних промена на кожи
- Оспа на лицу у облику „лептира“ карактеристична за лупус[13]
- Оспа код копривњаче (уртикарије); алергијског обољење коже.
- Оспа на трупу код розеоле
- Оспа код неуродерматитиса
- Оспа код морбила и шарлаха
- Оспа код херпес зостера
- Оспа код инфективног еритема (тзв. пете болести)
- Оспа на леђима и рукама код псоријазе
- Оспа на глави код себороичног дерматитиса
- Оспа на леђима код варичеле у стадијуму красте (5 дан од почетка болести)